# 4146 Рудольфінум
4146 Рудольфінум (4146 Rudolfinum) — астероїд головного поясу, відкритий 16 лютого 1982 року.
Тіссеранів параметр щодо Юпітера — 3,609.